# Anomalepis mexicana
Anomalepis mexicana — вид змій родини американських сліпунів (Anomalepididae). Мешкає в Центральній Америці.

## Поширення й екологія
Anomalepis mexicana мешкають у Гондурасі, Нікарагуа, Коста-Риці та Панамі. Вони живуть у вологих тропічних лісах на рівнинах і в передгір'ях, на висоті до 500 м над рівнем моря.